# Мельничные ворота (Слупск)
Мельничные ворота (пол. Brama Młyńska) — одна из сохранившихся частей фортификационных сооружений средневекового Слупска, Польша. Название происходит от расположенной поблизости водяной мельницы, расположенной на реке Слупя. В настоящее время Мельничные ворота являются филиалом Музея Центрального Поморья.

## История
На протяжении с начала XIV века и до середины XV века вокруг Слупска строились фортификационные сооружения. В середине XV века город был полностью защищён кирпичной крепостной стеной высотой 6,5 метров. Вход в город осуществлялся через трое ворот. Каждые ворота были увенчаны пинаклем, декорированным слепыми окнами. До нашего времени сохранились только Мельничные ворота, которые находились на восточной стороне города.
В 1945 году Мельничные ворота значительно пострадали во время штурма города советскими войсками. Была разрушена крыша ворот, которые находились в руинах до 1950 года. Позднее Мельничные ворота перешли в собственность Музея Центрального Поморья, который отреставрировал их в 1965 году.